# Cabeza de venado
Cabeza de venado es una pintura al óleo admitida por la mayor parte de la crítica como obra de Velázquez, conservada en el Museo del Prado de Madrid desde 1975 por donación de Fernando de Aragón y Carrillo de Albornoz, marqués de Casa Torres, quien la había adquirido en 1920.
A excepción de Enriqueta Harris, que no lo cita, y Bernardino de Pantorba, que en 1955 expresaba dudas, la crítica ha admitido la segura autografía del lienzo, conservado en buen estado pese a alguna pérdida de pintura en los márgenes y sin que se pueda excluir algún recorte.
En cuanto a su datación y origen existen sin embargo notables diferencias entre los críticos. Atendiendo a la forma de aplicar las pinceladas, rápidas y precisas, sin rectificaciones significativas, y por los toques de luz brillante, con pinceladas muy empastadas en el celaje y creando con ellas un halo luminoso con que se resalta la tez parda del animal, técnica que sería comparable al modo de proceder en el retrato ecuestre del príncipe Baltasar Carlos de 1636, la mayoría de los críticos tienden a datarla a finales de la década de 1630. Para José López-Rey, sin embargo, podría datarse entre 1626 y 1628, relacionando su pintura con una noticia contenida en el inventario del Palacio Real de Madrid de 1636 donde se mencionaba una «querna de venado» pintada por Velázquez y localizada en el Pasadizo de la Encarnación con la inscripción: «Le mató el Rey nuestro Sr. Phe. quarto el año 1626». El estudio técnico efectuado en el Museo del Prado permitiría confirmar la hipótesis de López-Rey en cuanto a las fechas de su ejecución, por la técnica de preparación del lienzo y la forma de aplicar la pintura, que es la propia de los años 1626-1628.
Las medidas que se daban para la cuerna de venado en el inventario de 1636, aproximadamente 105 x 105 cm, y la mención a la misma cabeza de ciervo en el inventario de 1700, donde se decía que no se tasaba por hallarse en mal estado, a lo que habrían de agregarse los daños sufridos en el incendio del Alcázar de 1734, del que se salvó una cabeza de ciervo con su cuerna para la que se daban unas dimensiones algo mayores, no volviéndose a mencionar en las colecciones reales después de 1747, hace de todos modos que resulte problemática la relación entre esta Cabeza de venado, de menor tamaño y buen estado de conservación, y la descrita en los mencionados inventarios reales.

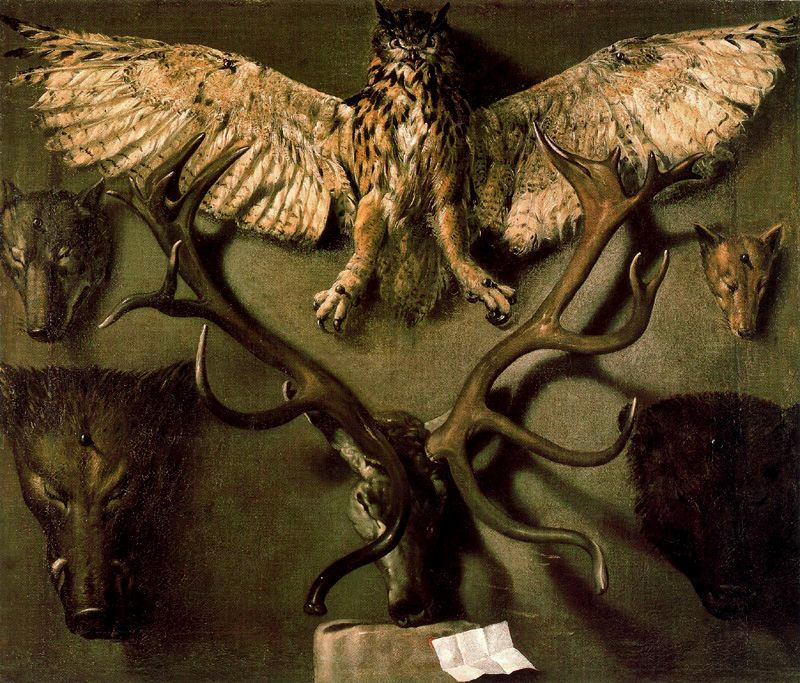
Cuerna de venado, óleo sobre lienzo, 127 x 150 cm, Patrimonio Nacional.

Por otra parte, se ha propuesto también identificar la obra descrita en esos inventarios con la Cuerna de venado propiedad del Patrimonio Nacional y depositada actualmente en el Palacio de El Pardo, a la que parece corresponder mejor la descripción como cuerna que al animal vivo retratado en el lienzo del Prado. Adquirida, sin atribución, al marqués de Salamanca por Isabel II, fue ya descrita en relación con Velázquez por Antonio Ponz, cuando pertenecía al infante don Luis en el Palacio de Villaviciosa de Odón: «Por de Velázquez se estima un quadro que hay un búho pintado y varias cabezas de caza muerta». La hipótesis, recogida por A. E. Pérez Sánchez, supone que sobre la cuerna original de Velázquez se habría procedido a una amplia restauración para recuperar las partes dañadas, añadiendo el búho real y las cabezas restantes para enriquecer la composición, añadidos que no serían tampoco desdeñables pues habrían sido realizados quizá por Juan García de Miranda o algún otro pintor conocedor de la pintura seiscentista, correspondiendo a Velázquez únicamente el papel blanco, la piedra en que se apoya y la propia cuerna sobre un fondo liso de tonalidad castaño-verdoso sobre el que se proyecta la sombra de las astas. La atribución a Velázquez de este lienzo, incluso con las salvedades señaladas, no ha sido tomada en consideración, entre otros, por José López-Rey y Jonathan Brown, quienes la excluyen concordantes del catálogo velazqueño. 